# Coelioxoides exulans
Coelioxoides exulans là một loài Hymenoptera trong họ Apidae. Loài này được Holmberg mô tả khoa học năm 1887.